# Iris (película)
Iris es una película de 2001 dirigida por Richard Eyre, basada en la novela homónima de John Bayley (sobre la vida de la filósofa y escritora Iris Murdoch) e interpretada por Judi Dench, Kate Winslet, Jim Broadbent y Hugh Bonneville.

## Sinopsis
Narra la vida de la filósofa y novelista Iris Murdoch desde su juventud, centrándose en la historia de amor con su marido John Bayley, sus avances académicos y éxitos reconocidos y, sobre todo, su afrontamiento de la enfermedad de Alzheimer, que acabó con su vida en la década de 1990.Falleció el 8 de febrero de 1999.

## Premios y nominaciones
| Premio               | Categoría                | Receptor                               | Resultado |
| -------------------- | ------------------------ | -------------------------------------- | --------- |
| Premios Óscar        | Mejor actriz             | Judi Dench                             | Nominada  |
| Premios Óscar        | Mejor actor de reparto   | Jim Broadbent                          | Ganador   |
| Premios Óscar        | Mejor actriz de reparto  | Kate Winslet                           | Nominada  |
| Premios Globo de Oro | Mejor actriz - Drama     | Judi Dench                             | Nominada  |
| Premios Globo de Oro | Mejor actor de reparto   | Jim Broadbent                          | Ganador   |
| Premios Globo de Oro | Mejor actriz de reparto  | Kate Winslet                           | Nominada  |
| Premios BAFTA        | Mejor película británica | Robert Fox, Scott Rudin y Richard Eyre | Nominada  |
| Premios BAFTA        | Mejor actor              | Jim Broadbent                          | Nominado  |
| Premios BAFTA        | Mejor actriz             | Judi Dench                             | Ganadora  |
| Premios BAFTA        | Mejor actor de reparto   | Hugh Bonneville                        | Nominado  |
| Premios BAFTA        | Mejor actriz de reparto  | Kate Winslet                           | Nominada  |
| Premios BAFTA        | Mejor guion adaptado     | Richard Eyre y Charles Wood            | Nominado  |

- Datos: Q1364697